# Prusikken

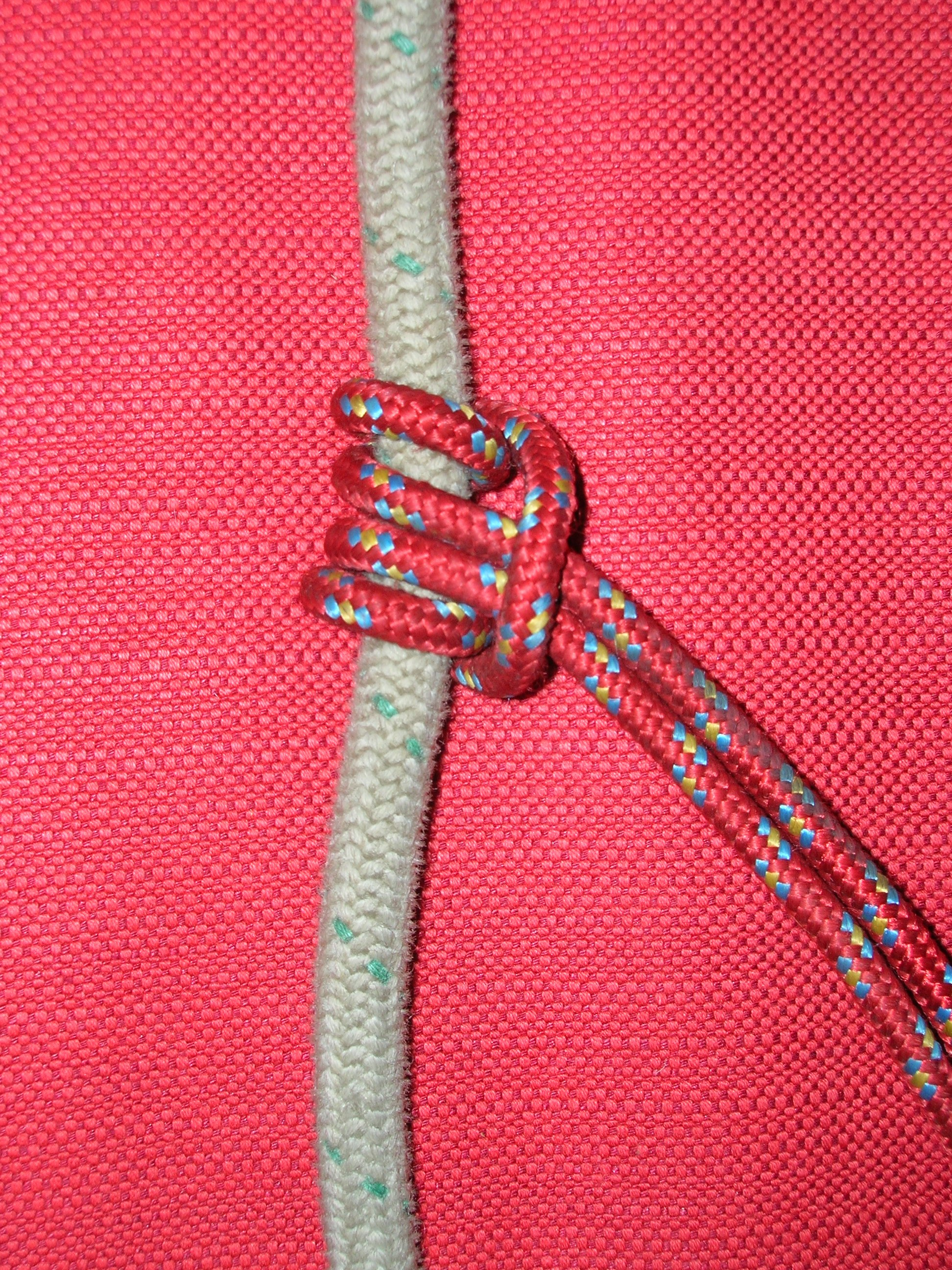
De prusikknoop. Onder spanning zit deze vast aan het touw, zonder spanning is deze vrij beweegbaar

Prusikken is een van oorsprong Amerikaanse reddingstechniek binnen de klimsport waarbij door middel van twee prusiktouwtjes in een touw omhoog geklommen kan worden. Voor de techniek wordt een kort (ca. 40 cm) en een lang (ca. 100 cm) prusiktouwtje gebruikt waarvan de uiteinden aan elkaar zijn vastgebonden zodat er twee losse lussen ontstaan. Beide lussen zijn met de prusikknoop aan het hoofdtouw bevestigd (de lange altijd bóven de korte). De klimmer is altijd aan de korte prusik gezekerd en gebruikt de lange prusik (die achter de gordel langsloopt zodat hij rechtop blijft hangen) om zichzelf met zijn benen omhoog te duwen. Zodra de klimmer aan de korte prusik hangt, kan de lange omhoog worden geschoven. Zodra de klimmer in de lange prusik staat, kan de korte omhoog worden geschoven. Door het steeds afwisselen van gewicht van de ene naar de andere lus komt men steeds een meter hoger of desgewenst lager aan het touw te hangen.